# هان هیون-سون
هان هیون-سون (انگلیسی: Han Hyun-sun؛ زادهٔ ۲۴ ژوئیهٔ ۱۹۷۳) بازیکن زن بسکتبال اهل کره جنوبی بود. وی در بازی‌های المپیک تابستانی ۱۹۹۶ شرکت کرده‌است.